# Gabino de Huesca
Gabino de Huesca, (¿?- Huesca, 600) también llamado Gabinus, Gabinius y hasta Sabinio, fue un religioso hispanovisigodo que ejerció como obispo de Huesca entre los años 576 y 600.
Debió de suceder a Pompeyano poco después de su muerte en el 576 ya que aparece firmando como asistente al III Concilio de Toledo, celebrado en la Iglesia de Santa Leocadia en el año 569, después de otros nueve obispos por orden de antigüedad y en donde se declaró el arrianismo como herejía.
Dentro de su actividad episcopal se encuentra su actividad en varios concilios, como el II Concilio de Zaragoza donde fue representado por el diácono Antedio debido a una enfermedad, mientras que en otros su participación es dudosa o no está probada como la del concilio provincial realizado en Huesca en el 598, en donde no está claro que participara debido a que los asistentes no firmaron sus actas y del que se conoce su realización debido a su mención en las actas del posterior concilio del 614 de Egara. Aun así este concilio tiene cierta importancia ya que en su primer canon ordenaba la celebración anual de un sínodo donde decidiera el obispo, reuniendo a todos los abades de los monasterios, presbíteros y diáconos de su diócesis.
Otro concilio importante que se realizó durante su episcopado fue el II Concilio de Barcelona, al cual se supone que no asistió ya que ni él ni los obispos de Calahorra, Pamplona ni Oca firmaron, posiblemente debido a la lejanía de la sede del concilio o por la delicada salud de los obispos.
Debido a la diferencia entre el supuesto final de su episcopado y el inicio de su sucesor Ordulfo, es posible que entre ambos existiera un obispo intermedio a quien Fita identifica como Rufino, mencionado en un sínodo de la provincia Cartaginense realizado el 610, en donde se emitió el llamado Decreto del rey Gundemaro.
| Predecesor: Vicente | Obispo de Huesca 576-600 | Sucesor: Rufino? |